# Consilienza
Con consilienza si intende la convergenza di evidenze generate da fonti indipendenti e discipline diverse nella spiegazione di un dato fenomeno. Il termine è spesso usato in discussioni su approcci interdisciplinari di ricerca, che combinino discipline scientifiche e umanistiche.

## Definizione e uso del termine
Nella ricerca scientifica e storica, con consilienza (o convergenza di prove, o concordanza di prove) si intende l'accordo fra diverse induzioni provenienti da differenti fonti di dati o differenti discipline, per giungere alla spiegazione di un dato fenomeno.

L'etimologia deriva dal latino cum- "insieme" e -sălĭo "saltare" (analogamente a resilienza). L'introduzione del termine è stata attribuita a William Whewell, che lo coniò con la frase "consilienza di induzioni" (consilience of inductions) riferendosi ad un "salto congiunto in avanti" della conoscenza attraverso l'apporto di più discipline.
La consilienza delle induzioni ha luogo quando un'induzione, ottenuta da una classe di fatti, coincide con un'induzione ottenuta da un'altra classe diversa. Questa consilienza è una prova della verità della teoria nel cui ambito si verifica.
Il termine è frequentemente usato per denotare la concordanza o convergenza di prove prodotte da discipline scientifiche da un lato, e discipline umanistiche dall'altro. Ad esempio, in studi storici di un certo evento, si parla di consilienza quando si verifica la convergenza fra quello che dicono testi dell'epoca ed evidenze raccolte con ricerca naturalistica (p.e., geologica).
La parola ha trovato una diffusione a partire dalla fine degli anni 1990, con la pubblicazione del saggio del noto biologo Edward O. Wilson intitolato "La consilienza. L'unità della conoscenza". In esso, Wilson asserisce la necessità di integrare la conoscenza scientifica con quella umanistica, traendo vantaggio dal recente progresso di scienze come la neurobiologia e la sociobiologia: questo progress ci avvicina a comprendere le basi naturali delle questioni tradizionalmente affrontate con l'arte e le discipline umanistiche, ovvero etica, cultura, creatività e fin la mente. Il saggio ha stimolato una profondo dibattito e una rinnovata attenzione all'interdisciplinarità e ai suoi fondamenti epistemologici.

## Basi teoriche e interpretazioni
Il termine viene usato spesso in dibattiti o ambiti di ricerca a cavallo tra gli studi umanistici e la ricerca scientifica. Questi due ambiti di conoscenza sono spesso in conflitto metodologico o interpretativo: un approccio scientifico può considerare inferiori le conoscenze non quantificabili. Un approccio umanistico può considerare ogni conoscenza come una interpretazione, cioè non oggettiva. Tradizionalmente, i due piani di conoscenza si sviluppano concettualmente e praticamente (insegnamento, istituzioni di ricerca, carriere professionali, ecc.) in maniera separata e parallela. Ad un livello concettuale, filosofico, la dicotomia dei due ambiti riflette attitudini dualistiche, che vedono come separate mente e materia, spirito e corpo, cultura e natura, determinismo e libero arbitrio.
Il concetto di consilienza non ha un significato preciso universalmente riconosciuto e molti studiosi lo avversano. Il concetto proposto da Wilson è spesso rigettato dagli studiosi umanistici, perché Wilson asserisce l'inadeguatezze delle scienze sociali e la necessità e possibilità (grazie al progresso scientifico) di perseguire una conoscenza unificata basata sul metodo sperimentale e sulle scienze naturali. La posizione di Wilson è stata accusata di essere positivista e riduzionista, da parte degli studiosi umanistici che ritengono le realtà psicologiche, sociali o culturali non riconducibili in nessun caso a fattori e nessi causali esclusivamente materiali. D'altra parte c'è anche una cospicua corrente di umanisti, in particolare filosofi della mente e storici del tempo profondo, che ritengono essenziale lo studio della natura umana e di come questa si sia sviluppata, per comprendere gli esseri umani e le loro manifestazioni sociali, così come proposto dagli evoluzionisti come Wilson, .
Altri proponenti della consilienza o convergenza tra ricerca scientifica e umanistica lo fanno da un punto di vista filosoficamente meno radicale di quello di Wilson. Nella ricerca storica, ad esempio, alcuni parlano di consilienza riferendosi ad una interdisciplinarità che coinvolge sia scienze naturali, sia scienze sociali, linguistica ed altre discipline degli studi culturali, senza presupporre che le prime possano assorbire le seconde e che siano in grado di spiegare la complessità della cultura umana.